# نویل برند
نویل برند (انگلیسی: Neville Brand؛ ۱۳ اوت ۱۹۲۰ – ۱۶ آوریل ۱۹۹۲) یک هنرپیشه اهل ایالات متحده آمریکا بود.

## فیلم‌شناسی
از فیلم‌ها یا برنامه‌های تلویزیونی که وی در آن نقش داشته‌است می‌توان به دی.او. ای، پرنده باز آلکاتراز، گربه جاسوس، بازداشتگاه شماره ۱۷، از جان گذشتگان و آدم بی‌سر و پا اشاره کرد.